# Ivanildo Fernandes
Ivanildo Jorge Mendes Fernandes (sinh ngày 26 tháng 3 năm 1996) là một cầu thủ bóng đá người Bồ Đào Nha thi đấu cho Sporting Clube de Portugal B, ở vị trí hậu vệ.

## Sự nghiệp bóng đá
Vào ngày 20 tháng 9 năm 2015, Fernandes có màn ra mắt cho Sporting B trong trận đấu tại Giải bóng đá hạng nhất quốc gia Bồ Đào Nha 2015–16 trước Freamunde.